# Tagalaht

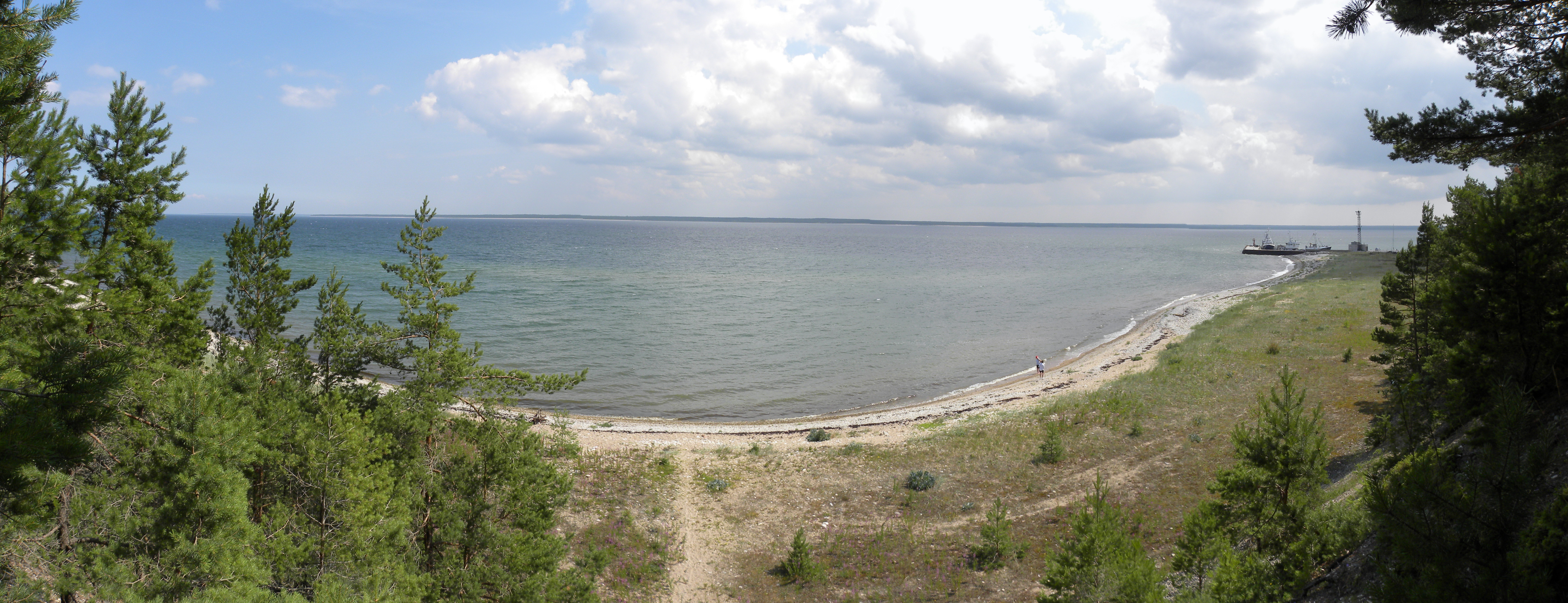

Tagalaht, en suédois Taggaviken, est une baie de la mer Baltique située sur la côte Nord-Ouest de l'île de Saaremaa, en Estonie. Elle est délimitée par la péninsule de Tagamõisa à l'ouest et le cap Ninase à l'est.

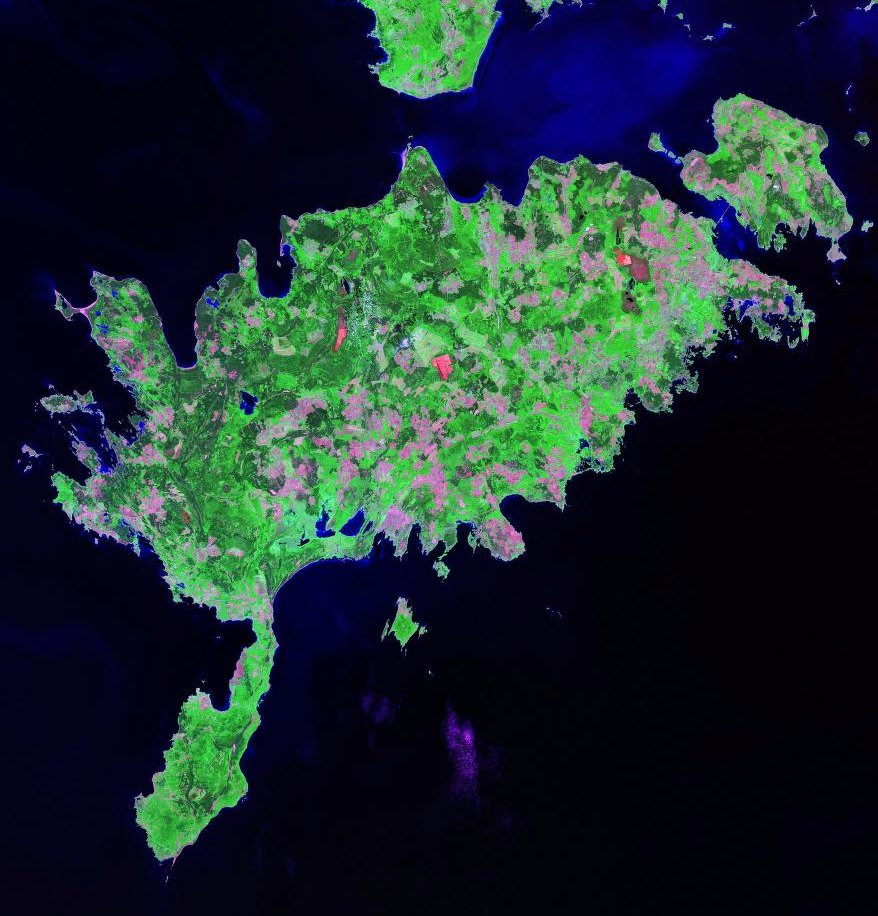
Image satellite de Saaremaa avec Tagalaht sur sa côte Nord-Ouest.